# 稲継裕昭
稲継 裕昭（いなつぐ ひろあき、1958年 - ）は、日本の行政学者。早稲田大学政治経済学術院教授。専門は、行政学・人事行政学・地方自治論・公共経営論。学位は、法学博士（京都大学）。大阪府高槻市出身。

## 来歴
1958年、大阪府高槻市に生まれる。大阪府立茨木高等学校を経て、1983年に京都大学法学部を卒業。大学卒業後は大阪市役所に入庁し、総務局、人事委員会事務局、市長室勤務などの業務にあたった。また、大阪市より派遣される形で入学した京都大学大学院法学研究科専修コースを1995年に修了。1996年以降、姫路獨協大学法学部助教授、大阪市立大学法学部助教授、同教授、同大学院法学研究科長・法学部長などを歴任し、2007年より早稲田大学政治経済学術院教授。1998年からはロンドン大学政治経済学術院、2013年からはカリフォルニア大学バークレー校でそれぞれ約1年間客員研究員も務めた。また、2008年より放送大学客員教授を兼務。総務省人材育成等アドバイザー、公務員制度改革担当大臣アドバイザーなど、多くの役職も歴任している。2023年9月1日より新型インフルエンザ等対策推進会議委員。

## 著書

### 単著
- 『日本の官僚人事システム』（東洋経済新報社，1996年）
- 『人事・給与と地方自治』（東洋経済新報社，2000年）
- 『公務員給与序説―給与構造の歴史的変遷』（有斐閣，2005年）
- 『自治体の人事システム改革　ひとは「自学」で育つ』（ぎょうせい，2006年）
- 『プロ公務員を育てる人事戦略－職員採用・人事異動・職員研修・人事評価』（ぎょうせい，2008年）
- 『現場直言!自治体の人材育成』（学陽書房，2009年）
- 『プロ公務員を育てる人事戦略 PART2-昇進制度・OJT・給与・非常勤職員-』（ぎょうせい，2011年）
- 『現場直言!プロ公務員の変革力』（学陽書房，2011年）
- 『地方自治入門』（有斐閣，2011年）
- 『自治体ガバナンス』（放送大学教育振興会，2013年）
- 『評価者のための自治体人事評価Q＆A』（ぎょうせい，2013年）
- 『パソコンで学ぶ地方公共団体の人事評価（平成27年版）』（自治研修協会，2015年）

### 共著
- （天川晃）『自治体と政策ーその実態と分析』（放送大学教育振興会，2009年）
- （山田賢一）『行政ビジネス』（東洋経済新報社，2011年）
- （高橋清泰ほか）『地域公務員になろう 今日からあなたも地域デビュー!』（日本都市センター編，2015年）

### 編著
- 『大規模災害に強い自治体間連携』（早稲田大学出版部，2012年）
- 『自治体行政の領域～「官」と「民」の役割分担を考える』（ぎょうせい，2013年）
- Measuring Public-sector Productivity in Selected Asian Countries (Asian Productivity Organization，2016)

### 共編著
- （村松岐夫）『包括的地方自治ガバナンス改革』（東洋経済新報社，2003年）
- （村松岐夫・日本都市センター）『分権改革は都市行政機構を変えたか』（第一法規，2009年）
- （加茂利男・永井史男）『自治体間連携の国際比較ー市町村合併を超えて』（ミネルヴァ書房，2010年）
- （小原隆治）『震災後の自治体ガバナンス（大震災に学ぶ社会科学　第2巻）』（東洋経済新報社，2015年）

### 監訳
- ディビッド・E・ルイス『大統領任命の政治学』（ミネルヴァ書房，2009年）
- ジューン・バーナム、ロバート・パイパー『イギリスの行政改革ー現代化する公務』(ミネルヴァ書房，2010年）
- ドナルド・ケトル『なぜ政府は動けないのか』（勁草書房，2011年）
- ギャビン・ニューサム、リサ・ディッキー『未来政府 プラットホーム民主主義』（東洋経済新報社，2016年）町田敦夫共訳